# Пифей (архитектор)
Пифе́й (Πυθέος, лат. Pytheos, Pythis, ок. 390 г. до н. э. — последняя четверть IV в. до н. э.) — древнегреческий архитектор и скульптор периода эллинизма. Работал в Малой Азии.
Наиболее известная работа Пифея — Мавзолей в Галикарнасе (один или совместно с Сатиром Паросским). Плиний Старший называет Пифея автором мраморной квадриги, венчающей вершину мавзолея. Другое произведение Пифея — храм Афины в Приене (ок. 340—330 гг.). Последний (согласно посвятительной надписи из этого храма, которая хранится в Британском музее в Лондоне) был заложен по приказу Александра Македонского.
Вся эллинистическая архитектура ионийского направления испытала влияние Пифея. Мастера Малой Азии ориентировались на произведения Пифея и учение о пропорциях, изложенное в его теоретическом трактате (текст не сохранился). Трактат под названием «Комментарии» по его собственному признанию использовал в своей работе выдающийся древнеримский теоретик архитектуры Витрувий. Согласно Витрувию, Пифей, в частности, критиковал дорический ордер за «неуместное» расположение углового триглифа, противопоставляя ему изысканный ионический ордер (так называемая проблема углового триглифа).
В истории античного искусства известно несколько мастеров под именем «Пифей», живописцев, скульпторов и архитекторов. Несколько иначе пишут имена живописца и мастера торевтики Пифея (Πυθέας).